# قوم بی‌طرف

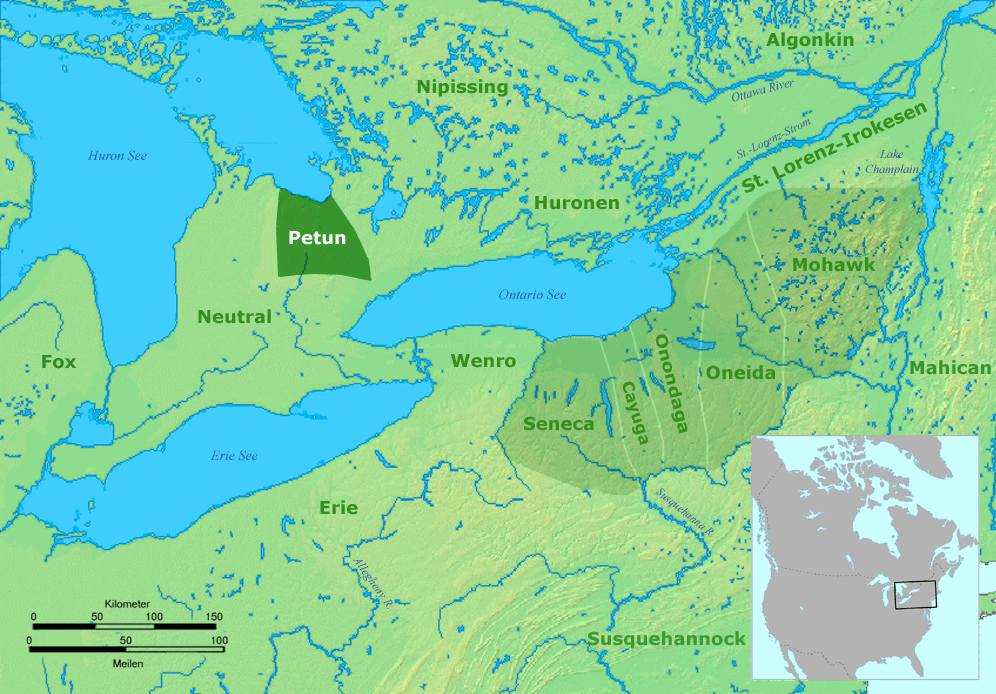
زادگاه مردم بی‌طرف (سمت چپ) بین سواحل جنوب شرقی دریاچه هورون، سواحل غربی دریاچه انتاریو و سواحل شمالی دریاچه ایری در بالای کانادا بود.

قوم بی‌طرف (انگلیسی: Neutral Nation) مردم ایروکویی بودند که در جنوب غربی و جنوب مرکزی انتاریوی کنونی در کانادا، آمریکای شمالی زندگی می‌کردند. آنها در سراسر منطقه محدود شده توسط نیمه جنوبی دریاچه هورون کل خط ساحلی شمالی دریاچه ایری، از رودخانه دیترویت در غرب تا رود نیاگارا در شرق، به اضافه شمال در اطراف انتهای غربی دریاچه انتاریو زندگی می‌کردند.